# Lac Omodeo
Pour les articles homonymes, voir Omodeo.
Le lac Omodeo (en italien : Lago Omodeo) est un lac artificiel de Sardaigne, en Italie.
Le lac Omodeo est un lac artificiel du nom de son créateur, l'ingénieur Angelo Omodeo. Formé par la digue de Santa Chiara en 1924, sa longueur est d'environ 20 km et sa largeur va jusqu'à 3 km. C'est un des bassins les plus étendus d'Italie.
Près de Villanova Truschedu, il forme un autre lac appelé lac de Ollastra, mesurant environ 1 000 m de long.